# Liste des programmes de Microsoft
 (février 2020).
Si vous disposez d'ouvrages ou d'articles de référence ou si vous connaissez des sites web de qualité traitant du thème abordé ici, merci de compléter l'article en donnant les références utiles à sa vérifiabilité et en les liant à la section « Notes et références ».

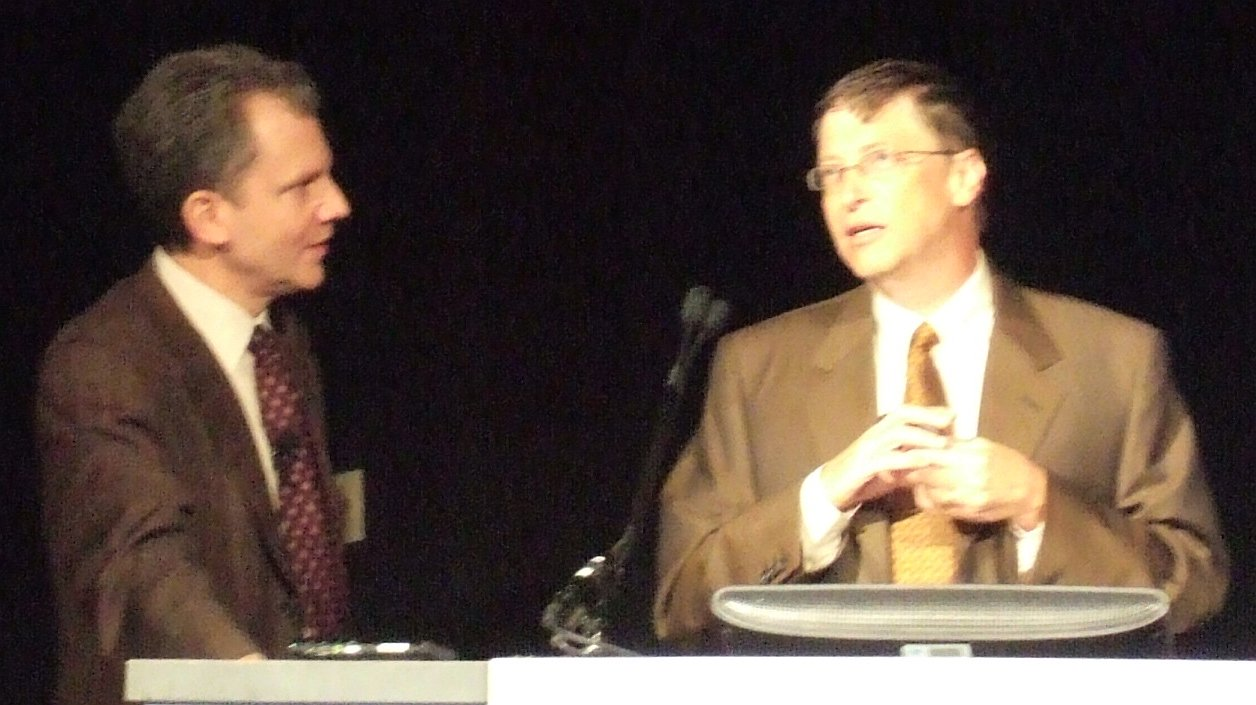
L'éditeur du journal New York Times, Arthur Ochs Sulzberger, Jr. et le président de Microsoft, Bill Gates, présentent le logiciel Times Reader lors d'une conférence de l'American Society of News Editors (ASNE) à Seattle.

Microsoft est une grande société développeuse de logiciels informatiques personnels. Elle est surtout connue pour son système d'exploitation Windows, la famille de logiciels de productivité Microsoft Office plus ses services et l'IDE Visual Studio. La société publie également des livres (via Microsoft Press ) et des jeux vidéo (via Xbox Game Studios ), et produit sa propre gamme de matériel . Voici une liste des principales applications logicielles Microsoft. 

## Développement de logiciels
- Azure DevOps 
  - Azure DevOps Server (anciennement Team Foundation Server et Visual Studio Team System)
  - Azure DevOps Services (anciennement Visual Studio Team Services, Visual Studio Online et Team Foundation Service)
- BASICA
- Bosque
- Citus Data
- CLR Profiler
- GitHub
- GW-BASIC
- IronRuby
- IronPython
- JScript
- Microsoft Liquid Motion
- Microsoft BASIC, également sous licence en tant que: 
  - Altair BASIC
  - AmigaBASIC
  - Applesoft BASIC
  - Commodore BASIC
  - Couleur BASIC
  - MBASIC
  - Spectravideo Extended BASIC
  - TRS-80 Level II BASIC
- Microsoft Macro Assembler
- Microsoft Small Basic
- Microsoft Visual SourceSafe
- Microsoft XNA
- Microsoft WebMatrix
- MSX BASIC
- NuGet
- QBasic et QuickBASIC
- TASC (le compilateur AppleSoft) [1]
- Manuscrit
- VBScript
- Visual Studio
  - Microsoft Visual Studio Express
  - Visual Basic
  - Visual Basic . NET
  - Visual Basic pour Applications
  - Visual C ++
    - C ++ / CLI
    - Extensions gérées pour C ++

  - Visual C #
  - Visual FoxPro
  - Visual J ++
  - Visual J #
  - Code Visual Studio
  - Gestion des laboratoires Visual Studio
  - Visual Studio Tools pour Office
  - Visual Studio Tools for Applications
  - VSTS Profiler
- API Windows
- SDK Windows
- WordBASIC
- Kit de développement Xbox

## 3D
- 3D Builder
- Numérisation 3D (nécessite un capteur Kinect pour Xbox One)
- Visionneuse 3D
- Bing Maps for Enterprise (anciennement «Bing Maps Platform» et «Microsoft Virtual Earth»)
- Direct3D
- Havok
- HoloStudio
- SDK Kinect pour Windows
- Microsoft Softimage
- Paint 3D
- Imprimer en 3D
- Simplygon
- trueSpace

## Création de médias numériques
- AutoCollage 2008
- Image numérique Microsoft
- Microsoft Expression Studio
  - Microsoft Expression Web
  - Microsoft Expression Blend
  - Encodeur d'expression Microsoft
  - Microsoft Expression Media
- Microsoft Picture It!
- Windows Live Movie Maker
- Encodeur Windows Media
- centre de média Windows
- Éditeur composite d'images de recherche Microsoft
- L'histoire de la photo
- Photosynth

## Éducatif
- Écrivain créatif
- Encarta
- Microsoft Mathematics
- Étudiant Microsoft

## Internet
- Bing
- Bing Bar
- Browstat
- GitHub
- LinkedIn
- Microsoft Comic Chat
- Réseau de développeurs Microsoft
- Microsoft Pay ( paiement mobile et service de portefeuille numérique )
- Microsoft Silverlight
- Microsoft TechNet
- Mixer
- MSN
- Office Online
- Outlook.com
- Skype
- So.cl
- Windows Essentials
  - Sécurité familiale Microsoft
  - Connecteur Microsoft Outlook Hotmail
  - OneDrive
  - Windows Live Mail
  - Windows Live messenger
  - Windows Live Writer
  - Galerie de photos Windows
- Geindre

### Services d'abonnement
- Bureau 365
- Xbox Game Pass
- Xbox Live Gold

## Maintenance et administration
- Microsoft Anti-Virus
- Microsoft Security Essentials
- Pack d'optimisation de bureau Microsoft
- Utilitaires Sysinternals 
  - Explorateur de processus
  - Moniteur de processus
  - PageDefrag
- SyncToy
- Windows SteadyState
- Windows Live OneCare

## Systèmes d'exploitation
- MS-DOS
  - SB-DOS
  - COMPAQ-DOS
  - NCR-DOS
  - Z-DOS
  - 86-DOS
- Microsoft Windows
  - Windows NT
  - Windows CE
  - Windows Embedded
  - Windows Mobile
  - Téléphone Windows
  - Environnement de préinstallation de Windows
  - Windows Server
  - Windows 95
  - Windows 98
  - Windows ME
  - Windows 2000
  - Windows XP
  - Windows Server 2003
  - Windows Server 2008
  - Windows Server 2012
  - Windows Server 2016
  - Windows Server 2019
  - Windows Vista
  - Windows 7
  - Windows 8
    - Windows RT

  - Windows 8.1 
    - Windows RT 8.1

  - Windows 10
  - Windows 11
- MSX-DOS
- OS / 2
- AccueilOS
- Midori
- MIDAS
- Singularité
- Xenix
- Zune

## Productivité
- Microsoft Entourage
- Microsoft FrontPage
- Microsoft InfoPath
- Microsoft MapPoint
- Microsoft Money
- Outils partagés Microsoft Office
  - Gestionnaire d'images Microsoft Office
  - Assistant de bureau
- Microsoft Response Point
- Espace de travail Microsoft SharePoint
- Microsoft Schedule +
- Microsoft Vizact
- Microsoft Works
- Microsoft Dynamics
- Wunderlist

### ApplicationsOffice 365
- Microsoft Access
- Microsoft Excel
- Microsoft OneNote
- Microsoft Outlook
- Microsoft Power BI
- Microsoft Powerpoint
- Microsoft Project
- Microsoft Publisher
- Microsoft Sway
- Équipes Microsoft
- Microsoft Visio
- Microsoft Word
- Outlook Web App
- Skype Entreprise

### Suites
- Microsoft Office
  - Microsoft Office 3.0
  - Microsoft Office 95
  - Microsoft Office 97
  - Microsoft Office 2000
  - Microsoft Office XP
  - Microsoft Office 2003
  - Microsoft Office 2007
  - Microsoft Office 2010
  - Microsoft Office 2013
  - Microsoft Office 2016
  - Microsoft Office 2019
- Microsoft Office pour Mac 
  - Microsoft Office 98 Édition Macintosh
  - Microsoft Office 2001
  - Microsoft Office v. X
  - Office 2004 pour Mac
  - Microsoft Office 2008 pour Mac
  - Microsoft Office pour Mac 2011
  - Microsoft Office 2016 pour Mac
  - Microsoft Office 2016
  - Microsoft Office 2019

## Jeux vidéo
- Jeux vidéo Xbox Game Studios 
  - Série Age of Empires
  - Série Banjo-Kazooie
  - Battletoads series
  - Série Crackdown
  - Fable series
  - Série Forza
  - Série Gears of War (renommée)
  - Série Gears (anciennement Gears of War)
  - Série Halo
  - Série Killer Instinct
  - Jeux occasionnels Microsoft ( Microsoft Solitaire Collection, Microsoft Mahjong, Microsoft Jigsaw, Microsoft Minesweeper, Microsoft Sudoku, Microsoft Ultimate Word Games, Microsoft Treasure Hunt, Microsoft Bingo, Microsoft Wordament)
  - Série Microsoft Flight Simulator
  - Minecraft
  - Série Ori
  - Série Perfect Dark
  - Série State of Decay
  - Viva Piñata series
  - Zoo Tycoon series

## Les serveurs
- Microsoft Azure
- Microsoft BackOffice Server
- Microsoft BizTalk Server
- Microsoft Commerce Server
- Serveur de gestion de contenu Microsoft
- Microsoft Exchange Server
- Microsoft Forefront
  - Protection en ligne Exchange
  - Forefront Identity Manager
  - Passerelle de gestion des menaces Microsoft Forefront
  - Passerelle d'accès unifié Microsoft Forefront
- Serveur d'intégration hôte Microsoft
- Serveur d'intégration d'identité Microsoft
- Microsoft Merchant Server
- Microsoft Site Server
- Microsoft SharePoint
- Microsoft Office PerformancePoint Server
- Microsoft Project Server 
  - Serveur de portefeuille de projets Microsoft Office
- Serveur vocal Microsoft
- Microsoft SQL Server
- Microsoft System Center
  - Conseiller System Center
  - System Center Configuration Manager
  - System Center Data Protection Manager
  - System Center Essentials
  - Gestionnaire des opérations System Center
  - System Center Service Manager
  - System Center Virtual Machine Manager
- Serveur virtuel Microsoft
- Serveur de recherche
- Skype Entreprise Server
- Centre d'administration Windows

## Composants Windows
- Alarmes et horloge
- Calendrier (Windows)
- Table des caractères (Windows)
- ClickOnce
- DirectX
- Nettoyage de disque
- Facilité d'accès (anciennement Utility Manager)
- Hub de commentaires (Windows 10, version 1607)
- Explorateur de fichiers
- Internet Explorer
- les services de l'information de l'Internet
- Hyper-V
- Agent Microsoft
- Invite de commandes Microsoft (anciennement invite MS-DOS )
- Microsoft Cortana
- Microsoft Edge
- Loupe Microsoft
- Narrateur Microsoft
- Bloc-notes Microsoft
- Microsoft Paint
- Photos de Microsoft
- API Microsoft Speech
- Microsoft Store
- Microsoft Wordpad (anciennement Microsoft Write )
- Sur le clavier de l'écran
- Paint 3D (Windows 10, version 1703)
- Éditeur de registre
- Calculatrice Windows
- Appareil photo Windows
- Chat Windows
- Contacts Windows
- Windows Defender
- Défragmenteur de disque Windows (remplacé par Défragmenter et Optimiser les lecteurs)
- Transfert de fichiers et paramètres Windows (anciennement Assistant Transfert de fichiers et de paramètres )
- Windows Installer
- Lecteur Windows Media
- Visionneuse de photos Windows
- Windows PowerShell
- Reconnaissance vocale Windows
- Sous-système Windows pour Linux (WSL)
- Windows To Go

### Jeux Windows préinstallés

#### Windows 7
- Titans d'échecs
- Cellule libre
- Cœurs
- Internet-Backgammon
- Internet-Dame
- Internet-Spades
- Mahjong Titans
- Dragueur de mines
- Purble Place
- Solitaire
- Spider Solitaire

## Divers
- Microsoft Bob
- Microsoft Plus!

## Voir également
- Microsoft et l'open source
- Matériel Microsoft
- Liste des sujets Microsoft